# Aaron H. Grout

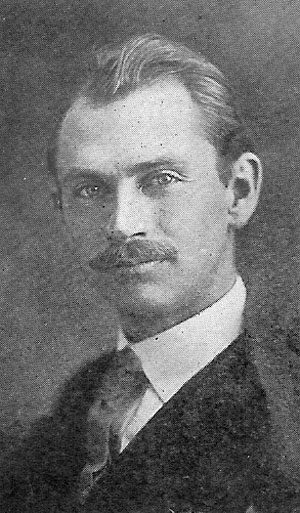

Aaron Hinman Grout (* 18. Januar 1879 in Rock Island, Illinois; † 29. Dezember 1966 in Burlington, Vermont) war ein US-amerikanischer Anwalt, Richter und Politiker, der von 1923 bis 1927 Secretary of State von Vermont war.

## Leben
Aaron H. Grout wurde in Rock Island, Illinois als Sohn von Gouverneur Josiah Grout und Harriet Hinman Grout geboren. Sein Onkel war der Kongress-Abgeordnete William W. Grout.
Grout wuchs in Derby und Newport auf und machte seinen Abschluss an der Derby Academy im Jahr 1896.
Im Jahr 1893 trat er der Nationalgarde bei. Er trat in das 1. Vermonter Infanterie Regiment als Private ein. Er erreichte den Rang eines Corporals, bevor er den Auftrag erhielt als Captain dem Brigadekommandeur General Julius J. Estey zu assistieren. Während des Spanisch-Amerikanischen Kriegs unterstützte er Estey bei der Organisation und Musterung der Soldaten der Nationalgarde, die das 1st Vermont Volunteer Infantry Regiment bildeten. Er verließ die Nationalgarde im Jahre 1901.
Grout schloss im Jahr 1901 die University of Vermont nach einem Studium der Rechtswissenschaften ab. Seine Zulassung zum Anwalt erhielt er im Jahr 1904. Er arbeitete in Newport, zuerst in der Anwaltspraxis Young and Young, später als Partner bei seinem Vater.
Als Mitglied der Republikanischen Partei arbeitete Grout als Bote im Büro des Gouverneurs während der Amtszeit seines Vaters von 1896 bis 1898. Während der Amtszeit des Gouverneurs Fletcher D. Proctor von 1906 bis 1908 war er Executive Clerk des Gouverneurs und arbeitete von 1908 bis 1910 als Sekretär für zivile und militärische Angelegenheiten, somit als Chief Assistant für Gouverneur George H. Prouty.
Grout war Vorsitzender der Republikanischen Versammlung des Orleans Countys im Jahr 1908 und Delegierter zur Versammlung der Republikanischen Partei in den Jahren 1908 und 1910, ebenfalls war er Präsident des Newport Republican Clubs in den Jahren 1908 und 1910. Von 1912 bis 1916 war Grout District Attorney für das Orleans County, ein Amt, welches vor ihm bereits seine zwei Onkel Theophilus und William Grout innehatten.
Während seiner Arbeit für Gouverneur Prouty war Grout gleichzeitig Militärsekretär im Rang einer Majors und er setzte seinen Militärdienst nach 1910 als Angehöriger des Judge Advocate General’s Corps der Vermonter National Guard fort.
Im Ersten Weltkrieg diente er als Lieutenant Colonel in der Vermont State Guard, einer Einheit, die gegründet worden war, um die Aufgaben der Nationalgarde im Inland durchzuführen, während sich die Soldaten im Auslandseinsatz befanden.
Abgeordneter im Repräsentantenhaus von Vermont war Grout von 1922 bis 19923. Als im Jahr 1923 Harry A. Black Secretary of State von Vermont im Amt starb, wurde Grout kommissarisch eingesetzt, um die Lücke zu füllen. Zu einer regulären Amtszeit wurde er im Jahr 1924 gewählt und im Jahr 1926 wiedergewählt. Er hatte das Amt inne von seiner Ernennung im April 1923 bis zu seinem Rücktritt im Jahr 1927. Grout trat vom Amt des Secretary of State zurück, ging zurück nach Burlington und wurde Schatzmeister und Geschäftsführer der Vermont Acceptance Corporation, ein Unternehmen, welches Darlehen für den Kauf von Wohnungen, Autos und anderen Dinge vergab.
Von 1933 bis 1941 war Grout Richter am Amtsgericht in Burlington.
Grout gehörte der Glaubensgemeinschaft der Kongregationalisten an, außerdem der Bruderschaft The National Grange of the Order of Patrons of Husbandry. Er war Mitglied des Lac Memphrémagog Yacht Clubs, Präsident des Rotary Clubs von Burlington und der Verbindung Kappa Sigma. Als aktives Mitglied der Freimaurer erreichte er den 33. Rang des Scottish Rite und diente als Grand Master von Vermont.
Im Jahr 1907 heiratete Grout Edith Goddard Hart. Zu ihren Töchtern gehörten Eleanor (1911–1937) und Nancy (1913–1987).
Aaron H. Grout starb in Burlington am 29. Dezember 1966. Sein Grab befindet sich auf dem Lakeview Cemetery in Burlington.
Sein Haus an der Main Street 370 in Burlington wurde im Jahr 1881 gebaut. Es steht bis heute und wurde mehrfach veräußert und umgebaut. Seit dem Jahr 2000 befindet sich in dem Haus das Lang House Bed & Breakfast.